# Jaroslav Trnka
Jaroslav Trnka (30. května 1933, Brno – 11. listopadu 2019, Praha) byl český a československý vědecký pracovník a vynálezce v oblasti telekomunikací. Získal pět patentovaných vynálezů a jeho stopy v oboru telekomunikací jsou patrné po celou druhou polovinu 20. století. Usiloval o rozšíření československé telekomunikační sítě, podílel se na plánování a uvádění telefonních ústředen do provozu, na zprovozňování meziměstských a mezinárodních volání, na automatizaci telekomunikační sítě a v 90. letech na její digitalizaci.

## Biografie

### Studium
Trnka vystudoval České vysoké učení technické v Praze, fakultu elektrotechnickou.

### Přínos a vynálezy
Nejvýznamnějším je vynález z roku 1987 na zapojení telekomunikační sítě s adresovou komutací signálu pro přenos hlasu, který byl zapsán Úřadem pro vynálezy a objevy v Praze pod číslem 252274 dne 20. června 1989. Spoluautory jsou Ing. Boris Kubín, CSc. a Ing. Emanuel Prager, CSc. Vynález popisuje princip přenosu hlasu v digitální telekomunikační síti pomocí paketů. V roce 1990 tento vynález od československého státu odkoupila telekomunikační firma Bell Laboratories z New Jersey za 380 000 amerických dolarů. Další práce na aplikaci svého vynálezu se však Trnka v USA už neúčastnil (mj. pro vyšší věk). Na stejném principu, který byl v patentu popisován, o 14 let později vznikl s využitím modernějších technologií komunikační nástroj Skype. V tomto kontextu můžeme Jaroslava Trnku považovat za předchůdce Skype, za jednoho z prazakladatelů technologie přenosu hlasu po internetové síti.
V 90. letech se účastnil za Českou republiku ženevských jednání o technické harmonizaci telekomunikací, věnoval se implementaci evropského telekomunikačního práva v rámci přistoupení České republiky do EU.

### Rodina
Manželkou mu po celý život byla Ing. arch. Julie Trnková (rozená Kafková, *11. 9. 1934), spoluautorka stanice metra Hlavní nádraží v Praze a odbavovací haly nádraží, projektované v 60. letech 20. století. Měl dvě dcery, Kateřinu Trnkovou a Zuzanu Eskinasi (roz. Trnková).

## Udělené patenty a přihlášky vynálezů
- Zapojení ochrany automatických telefonních ústředen proti svodům a smyčkám na spojovacích vedeních, č. 89776[2][3][4][5]
- Zapojení účastnické sady elektronické podvojné přípojky, č. 118961
- Zapojení k rozlišení místních a meziměstských hovorů pro obvody počítacího relé v automatických telefonních ústřednách, č. 122365
- Elektronické zapojení pro měření telefonního provozu, č. 129556
- Regulace nabíjecího proudu venkovní části koncentrátoru, PV 6084-66
- Zapojení telekomunikační sítě s adresovou komutací signálu, PV 5252-85

## Publikace
- Sdružovací telefonní zařízení, Elektronické minimum, sv. 41, 1963, SNTL[6]
- Telekomunikační technika pro III. ročník SPŠ ST, 1971, NADAS
- Úvod do teorie telefonního provozu, Knižnice aktualit, 1972, NADAS
- Elektronické telefonní ústředny, spoluautor Ing. Emanuel Práger, 1972, NADAS[7][8][9]
- Tabulky pro výpočet spojovacích systémů, 1976, NADAS[10]
- Telekomunikační technika, 1987, NADAS
- Technologie spojů II – vybrané kapitoly, 1987, Vysoká škola ekonomická Praha[11]